# Расстановка сил в Сталинградской битве
Представлена расстановка сил Советских войск с одной стороны и войск стран «оси» с другой, участвовавших в Сталинградской битве Великой Отечественной войны, в период с сентября 1942 по февраль 1943 года. Расстановка сил Красной армии указано по состоянию на ноябрь 1942 года перед началом стратегической наступательной операции «Уран».

## СССР. Красная армия

### ПредставителиСтавки Верховного Главнокомандования
- Генерал Армии Жуков Георгий Константинович
- Генерал-полковник артиллерии Воронов Николай Николаевич
- Генерал-полковник Василевский Александр Михайлович

### Сталинградский фронт
Командующие: генерал-полковник Ерёменко Андрей Иванович; член военного совета Хрущёв Никита Сергеевич.
- 8-я воздушная армия (Генерал Хрюкин Тимофей Тимофеевич)
- 28-я армия (Генерал-лейтенант Рябышев Дмитрий Иванович) — 01.08.1942 г. на базе армии была сформирована 4-я танковая армия
  - Стрелковые дивизии: 34-я Гвардейская, 248-я
  - Специальные бригады: 52-я, 152-я, 159-я
  - Танковая бригада: 6-я Гвардейская
  - Резервный фронт: 330-я стрелковая дивизия, 85-я танковая бригада
- 51-я армия (Генерал-майор Труфанов Николай Иванович)
  - Стрелковые дивизии: 15-я Гвардейская, 91-я, 126-я, 302-я
  - Специальная бригада: 38-я
  - Танковая бригада: 254-я
  - Бронетанковые соединения для операции «Уран»: 4-й Механизированной корпус, 4-й Кавалерийский корпус
- 57-я армия (Генерал Толбухин Фёдор Иванович)
  - Стрелковые дивизии: 169-я, 422-я
  - Специальная бригада: 143-я
  - Танковые бригады: 90-я, 235-я
  - Бронетанковые соединения для операции «Уран»: 13-й Механизированный корпус
- 62-я армия (Генерал Чуйков Василий Иванович)
  - Стрелковые дивизии: 13-я Гвардейская, 37-я Гвардейская, 39-я Гвардейская, 45-я, 95-я, 112-я, 138-я, 196-я, 244-я, 308-я, 10-я (НКВД)
  - Бригада морской пехоты: 92-я
  - Специальные бригады: 42-я, 115-я, 124-я, 149-я, 160-я
  - Танковые бригады: 84-я, 137-я, 189-я
- 64-я армия (Генерал Шумилов Михаил Степанович)
  - Стрелковые дивизии: 36-я Гвардейская, 29-я, 38-я, 157-я, 204-я
  - Бригада морской пехоты: 154-я
  - Специальные бригады: 66-я морская стрелковая, 93-я, 96-я, 97-я
  - Танковые бригады: 13-я, 56-я

### Донской фронт
Командующий Генерал-полковник Рокоссовский Константин Константинович
- 24-я армия (Генерал Галанин Иван Васильевич)
  - Стрелковые дивизии: 49-я, 84-я, 120-я, 173-я, 233-я, 260-я, 273-я
  - Танковая бригада: 10-я
- 65-я армия (Генерал-лейтенант Батов Павел Иванович) создана преобразованием 4-й танковой армии Сталинградского фронта 22.10.1942г
  - Стрелковые дивизии: 4-я Гвардейская, 27-я Гвардейская, 40-я Гвардейская, 23-я, 24-я, 252-я, 258-я, 304-я, 321-я
  - Танковая бригада: 121-я
- 66-я армия (Генерал-майор Жадов Алексей Семёнович)
  - Стрелковые дивизии: 64-я, 99-я, 116-я, 266-я, 299-я, 343-я
  - Танковая бригада: 58-я
- 16-я воздушная армия (Генерал-майор Руденко Сергей Игнатьевич)

### Юго-Западный фронт
Командующий Генерал Армии Ватутин Николай Фёдорович
- 1-я Гвардейская Армия (Генерал Лелюшенко Дмитрий Данилович)
  - Стрелковые дивизии: 1-я, 153-я, 197-я, 203-я, 266-я, 278-я
  - Резерв фронта: 1-й Гвардейский Механизированный корпус
- 5-я Танковая Армия (Генерал Романенко Прокофий Логвинович)
  - Стрелковые дивизии: 14-я Гвардейская, 47-я Гвардейская, 50-я Гвардейская, 119-я, 159-я, 346-я
  - Бронетанковые соединения для операции «Уран»: 1-й Танковый корпус, 26-й Танковый корпус, 8-й Кавалерийский корпус
- 21-я Армия (Генерал-майор Чистяков Иван Михайлович)
  - Стрелковые дивизии: 63-я, 76-я, 96-я, 277-я, 293-я, 333-я
  - Танковые полки: 4-й Гвардейский, 1-й, 2-й
  - Бронетанковые соединения для операции «Уран»: 4-й Танковый корпус, 3-й Гвардейский Кавалерийский корпус
- 2-я воздушная армия (Полковник Смирнов Константин Николаевич)
- 17-я воздушная армия (Генерал-майор Красовский Степан Акимович)

## Третий рейх и его союзники
Командующий 6-й армией Вермахта с декабря 1942 года Генерал-полковник Фридрих Паулюс (с января 1943 года Генерал-Фельдмаршал).

### Войска армии
- 648-й армейский связной полк
- 2-я реактивный артиллерийский полк
- 30-й реактивный артиллерийский полк
- 51-й мортирный артиллерийский полк
- 53-й мортирный артиллерийский полк
- 91-й зенитный артиллерийский полк
- 243-й штурмовой артиллерийский полк
- 245-й штурмовой артиллерийский полк
- 45-й армейский инженерный батальон
- 225-й армейский инженерный батальон
- 294-й армейский инженерный батальон
- 336-й армейский инженерный батальон
- 501-й армейский инженерный батальон
- 605-й армейский инженерный батальон
- 652-й армейский инженерный батальон
- 672-й армейский инженерный батальон
- 685-й армейский инженерный батальон
- 912-й армейский инженерный батальон
- 925-й армейский инженерный батальон

#### IV армейский корпус
Командир Генерал инженерный войск Эрвин Йенеке, с 17 января 1943 года Генерал артиллерии Макс Пфеффер
- 29-я моторизованная дивизия
- 297-я пехотная дивизия
- 371-я пехотная дивизия

#### VIII армейский корпус
Генерал артиллерии Вальтер Гейтц
- 76-я пехотная дивизия
- 113-я пехотная дивизия

#### XI армейский корпус
Командир Генерал пехоты Карл Штрекер
- 44-я пехотная дивизия
- 376-я пехотная дивизия
- 384-я пехотная дивизия

#### XIV танковый корпус
Командир Генерал танковой группы Ханс-Валентин Хубе
- 3-я моторизованная дивизия
- 60-я моторизованная дивизия
- 16-я танковая дивизия

#### LI армейский корпус
Командир — генерал артиллерии Вальтер фон Зейдлиц-Курцбах
- 71-я пехотная дивизия
- 79-я пехотная дивизия
- 94-я пехотная дивизия
- 100-я лёгкая пехотная дивизия
- 295-я пехотная дивизия
- 305-я пехотная дивизия
- 389-я пехотная дивизия
- 14-я танковая дивизия
- 24-я танковая дивизия

#### Люфтваффе
- 9-я зенитная артиллерийская дивизия
- 3-я истребительная эскадра «Удет»

## Королевство Румыния
Командующий 3-й Румынской армией Генерал Петре Думитреску
- 1-я кавалерийская дивизия
- 7-я кавалерийская дивизия
- 5-я, 6-я, 7-я, 9-я, 11-я, 13-я, 14-я и 15-я пехотные дивизии
- 1-я бронетанковая дивизия
- различные артиллерийские полки

Командующий 4-й Румынской армией Генерал Константин Константинеску-Клапс
- 1-я, 2-я, 4-я и 18-я пехотные дивизии
- 20-я пехотная дивизия
- 5-я и 8-я Кавалерийские дивизии

## Независимое государство Хорватия
- 369-й пехотный полк (присоединен к 100-й дивизии Вермахта) — командир Полковник Виктор Павичич, позже Полковник-лейтенант Марко Месич